# 2015년 네팔 봉쇄

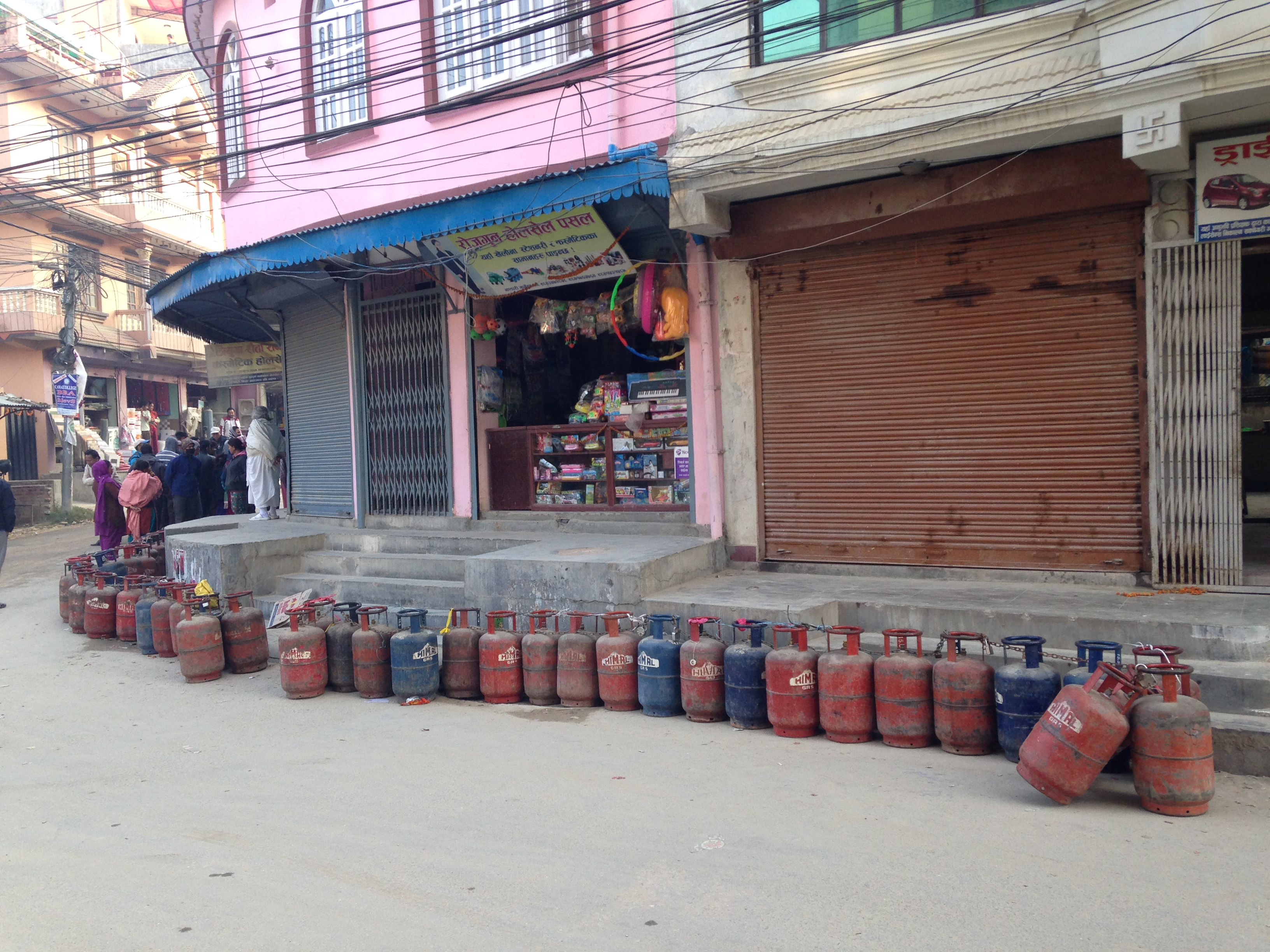
봉쇄 사태로 인하여 연료 부족이 발생해 텅텅 빈 기름통들.

2015년 네팔 봉쇄(네팔어: २०७२ नेपाल नाकाबन्दी)는 2015년 9월 23일부터 시작되어 거의 6개월간 네팔에 심각한 타격을 가져 온 경제 위기 및 인권 위기이다.
네팔 정부는 인도가 제대로 알리지도 않은 채 국경을 봉쇄하기 시작했다고 비판했다. 인도는 이와 같은 주장을 부인하고 네팔 내 마드헤시인 시위대가 이 사태를 일으켰고 인도는 아무런 역할도 하지 않았다고 발표했다. 그러나, 인도의 이같은 주장과는 달리 국경에서는 최소한의 출입경이 보이지 않았으며, 이러한 상황은 인도가 네팔과의 국경을 봉쇄하고 있다는 증거가 되었다.
네팔은 모든 석유 제품을 인도로부터 수입하는 내륙국이다. 평상시에는 인도에서 네팔로 하루 평균 약 300대의 탱크로리가 진입했으나, 봉쇄 사태 이후에는 하루 평균 5-10대로 줄어들었으며 과일이나 채소 등 상하기 쉬운 신선식품의 교역만 허가되었다. 또한, 이 국경 봉쇄는 석유 말고도 의약품 및 지진 구호 물자의 수입도 막아버렸다. 이러한 봉쇄 조치는 2016년 3월이 되어서야 인도 측의 봉쇄 해제로 끝나게 되었다.

## 배경

### 민족영역 요구의 충돌

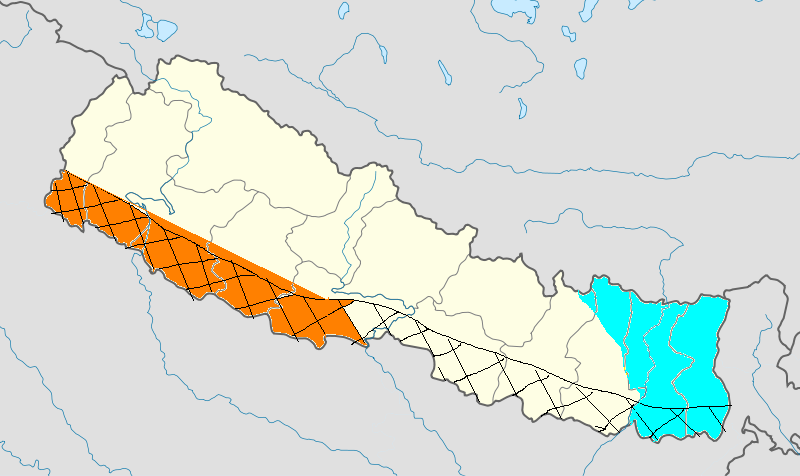
네팔의 각 부족들은 자신들이 살고 있는 민족영역을 요구했다. 그러나, 각 부족의 요구 지역은 서로 겹쳤으며 특히 카트만두의 경우에는 이 상황이 심각했다.
흑색 빗금 : 마드헤시인이 주장하는 민족영역
청색 영역 : 림부완 자치지구가 주장하는 영역
황색 영역 : 사루하트 자치지구가 주장하는 영역

이 봉쇄 사태의 가장 근본적인 원인은 인도가 지지하는 마드헤시인이 주장하는 민족영역이 다른 두 민족영역과 완전히 겹쳐 충돌하였고, 이는 카트만두의 정부를 당황케 하였다는 점이다. 사루인과 키라티인 2개 민족군은 반드흐(총파업/봉쇄)를 감행하고 카트만두에게 최대한의 자치권을 줄 것을 요구했다. 마드헤시인은 사루인 시위대와 충돌하였으며, 정부군과도 충돌했는데 이 충돌에 연관된 모든 민족군들은 카트만두가 경찰력을 너무 과도하게 사용했다고 비판했다.

### 정치적 음모
네팔에서는 '정치적 음모'라는 주제에 대해서도 간간히 입에 올랐다. 2001년 네팔 궁중 학살 이후에도 계속되었던 네팔 내전은 2006년 네팔 통일공산당(UCPN-M)이 의회와 국왕 갸넨드라에게 서로 통합하라는 압박에 휴전이 이루어졌으며 왕은 나중에 퇴위하였다. 통일공산당을 장악하고 있는 거두 2명은 전 총리 바부람 바타라이와 당수 프라찬다이다. 한때 강력했던 계파와 많은 불만을 가졌던 당원들이 경제적, 정치젹 견제력을 얻기 위해 분쟁이 일어나고 결국에는 당 간부를 포함한 일부 당원들이 탈당하는 사태가 벌어지기도 했으나, 2015년 위기만큼이지는 않았다. 헌법 위기가 일어나고 봉쇄 초였던 9월 26일, 바부람 바라타이는 프라찬다 및 UCPN-M 정당과 결별을 선포하면서 한때 강력한 세력을 가졌던 통일공산당은 2013년 총선 당시 80석을 가졌음에도 불구하고 순식간에 세력이 축소되었다. 이에 대해 바라타이는 "오래되고 금이 간 집에 (내가) 입주할 가능성은 없다"라고 말했다. 네팔의 여당이었던 네팔 의회당은 지진 피해 복구와 봉쇄 문제 해결 실패로 곳곳에서 압박을 받으면서 의회당의 지지율이 낮아졌고, UCPN-M 정당의 분당사태와 합쳐저 10월 11일에는 네팔 공산당(CPN-UML)의 카드가 프라사드 오리가 네팔의 총리로 집권할 수 있게 되었다.

### 네팔 신헌법에 대한 우려
2015년 9월 20일에는 계속 정체중이였던 네팔의 헌법 수립안이 네팔 의회에서 90%의 찬성으로 통과되었다. 정원 598명의 네팔 의회 의원 중 66명은 투표에 기권하고 시위를 열었다. 9월 20일까지 시위대와 경찰의 충돌로 시위대 40명과 경찰 8명 이상이 사망하였다. 헌법 통과와 관련된 모든 시위, 사망, 반드흐(파업)이 마드헤시인이나 마드헤시스와 관련된 것은 아니였으나, 다양한 인종 문제, 정치적 관심사, 카스트 제도, 후진국 문제 등의 헌법과 관련되어 해결되지 않은 사안이 이 때 쏟아져 나왔다. 그럼에도 불구하고, 연료 위기 자체는 인도와의 국경 지역과 맞닿아 있는 두 민족이자, 네팔 신헌법이 자기 민족에게 소외되는 법이며 인권침해라고 주장했던 사루인과 마드헤시인의 구역에 대다수의 수입품이 오가는 지역에서 벌어졌기 때문에, 마드헤시 인은 이와 직접적인 관련이 있다고도 볼 수 있었다. 여기에다 헌법 통과 이전에도 테라이 지역에 반드흐(총파업)을 결의하여 테라이 지역경제가 위축되긴 하였으나 전국적으로 큰 영향이 가진 않았다.

### 인도의 우려
연료 봉쇄가 시작된 날, 인디안 익스프레스 신문은 인도 정부가 새로운 네팔 헌법에 특별한 변화를 요구했다고 보도했다. 인도 정부는 이 주장을 부인했으나, 인디안 익스프레스 지의 기자는 원래 보고서에서 "이 수정안/변경사항이 뉴델리에서 카트만두로 보내졌다"라 써졌다고 했다. 디 이코노미 타임스에서의 보고서에서는 인도 사샤트라 세마 발(SSB)의 직원들은 적어도 9월 3주차 이후부터는 네팔로의 연료 선적을 하지 말라는 명령이 들어있었다고 밝혔다. 이 보도가 나온 직후 네팔인들은 인도의 간섭에 대해 반대하며 소셜 미디어에 해쉬태그 #BackOffIndia를 올리면서 항의하였고, 이와 함께 거리 시위를 시작했다. 선적이 봉쇄되었다는 뉴스가 나오자 네팔 정부는 국경 지대로 추가 병력을 보냈다. 국경 지대에서 일어난 반드흐를 진압했으나, 연료 공급은 인도 쪽에서 막힌 것으로 결론나왔다. 여러 정당의 당수들은 인도가 마드헤시인 사이에 인도인 시위대를 몰래 끼워넣어 혼란을 일으켰다고 주장했고, 마드헤시인 지도자는 마드헤시인은 비하르인이나 기타 다른 민족과는 구분된다고 말하면서 이러한 침투론을 논박하였다.

### 연대와 충돌
1950년 맺어진 네팔-인도 평화와 친교 조약에 따라 양국 국민은 네팔과 인도 사이를 여권 없이 넘나들고 일을 할 수 있었으며, 이에 따라서 네팔-인도 사이 사람들의 움직임을 추적하기 어려웠다. 이러한 인도 내의 잠식 현상은 네팔-인도 관계의 가장 큰 문제였다. 마드헤시인은 인근의 인도 비하르 주 및 우타르프라데시 주와 긴밀한 사회문화적 유대감을 이루고 있었다. 인도는 이러한 폭력시위 사태에 대해 우려를 표하고 네팔에게 마드헤시인들의 입장을 고려하려 줄 것을 당부하였다. 네팔 정부와 미디어에서는 마드헤시인의 운동을 인도 침입자들이 일으킨 것이라고 묘사했고, 여기에다 네팔인 다수인 시킴 주의 사례를 들어 네팔 전체 또는 일부 지역을 인도가 흡수합병할려는 음모라고 생각하는 주장이 힘을 얻었다.

### 2015년 비하르 주 선거와의 연관성
일각에서는 인도의 행동을 정치적으로 2015년 비하르 주의회 선거와 연관시켜 보기도 했다. 인도의 대법관 마르칸디 카추는 이 봉쇄 사태는 마드헤시인이 비하르 주의 선거인에서 유의미한 수치를 차지하고 있으며, "비하르 주의회 선거와 직접적으로 연관되어 있다"라고 주장했다. 또한, 인도의 장군 아쇽 K. 메타는 인도 정부는 네팔-인도 관계보다 비하르 주의 당장의 선거 승리에 더 관심을 가졌다고 주장하며 이를 비판했다.

## 국제적 반응
유엔 – 11월 11일, 반기문 유엔 사무총장은 "네팔-인도 국경에서의 필수적인 물품 반입 봉쇄에 대해 우려하고 있다. 급격한 연료 공급 부족으로 네팔의 지진 피해 마을에 대한 인도주의적 복구 작업이 지연되고 있다"라고 대변인 스테판 두자릭을 통해 발표했다. "사무총장은 네팔의 인도주의적 이유 뿐 아니라 내륙국의 특징으로 인해 즉시 네팔의 자유로운 수송권을 보장해야 하며, 모든 면에서 더 이상 지체없이 봉쇄사태를 끝내야 한다"라고 이어 말했다.
 방글라데시 – 10월 18일, 방글라데시의 상부부 장관이자 인도의 남아시아 무역 정책의 지지자인 토파일 아흐메드는 봉쇄가 시급히 종료되어야 할 것을 촉구하며 이러한 봉쇄사태가 BBIN와 같은 주요 협정에 타격을 주었다고 비판했다.